# Dinarthrum surashtra
Dinarthrum surashtra är en nattsländeart som beskrevs av Schmid 1961. Dinarthrum surashtra ingår i släktet Dinarthrum och familjen kantrörsnattsländor. Inga underarter finns listade i Catalogue of Life.